# NXT TakeOver: London
L'édition London de NXT TakeOver est un Premium Live Event de catch (lutte professionnelle) produit par la World Wrestling Entertainment, une fédération de catch américaine qui est diffusée et visible en streaming payant sur le WWE Network. Cet événement met en avant les Superstars de NXT, le club-école de la compagnie. L'événement a eu lieu le 16 décembre 2015 au Wembley Arena à Wembley (Londres). Il s'agit de la neuvième édition de NXT TakeOver.

## Contexte
Les spectacles de la World Wrestling Entertainment (WWE) sont constitués de matchs aux résultats prédéterminés par les scénaristes de la WWE. Ces rencontres sont justifiées par des storylines – une rivalité avec un catcheur, la plupart du temps – ou par des qualifications survenues dans les shows de la WWE telles que Raw, SmackDown et NXT. Tous les catcheurs possèdent une gimmick, c'est-à-dire qu'ils incarnent un personnage gentil (Face) ou méchant (Heel), qui évolue au fil des rencontres. Un événement comme London est donc un événement tournant pour les différentes storylines en cours,.

## Tableau des matchs
| Ordre par numéros                                                                         | Résultat                                                                                            | Stipulation(s)                                    | Temps |
| ----------------------------------------------------------------------------------------- | --------------------------------------------------------------------------------------------------- | ------------------------------------------------- | ----- |
| 1                                                                                         | Asuka bat Emma (avec Dana Brooke)                                                                   | Match simple                                      | 14:49 |
| 2                                                                                         | The Mechanics (Dash Wilder et Scott Dawson) (c) battent Enzo Amore et Colin Cassady (avec Carmella) | Tag Team match pour les NXT Tag Team Championship | 14:57 |
| 3                                                                                         | Baron Corbin bat Apollo Crews                                                                       | Match simple                                      | 11:40 |
| 4                                                                                         | Bayley (c) bat Nia Jax                                                                              | Match simple pour le NXT Women's Championship     | 13:17 |
| 5                                                                                         | Finn Bálor (c) bat Samoa Joe                                                                        | Match simple pour le NXT Championship             | 18:22 |
| La lettre C placée entre parenthèses désigne la personne ou l’équipe championne en titre. | |                                                   |       |